# Robert Mercer
Robert Leroy Mercer (San Jose, 11 juli 1946) is een Amerikaans informaticus en ontwerper van kunstmatige intelligentie. Hij is co-CEO van het hedgefonds Renaissance Technologies te New York. Mercer is  een prominent sponsor van bewegingen en organisaties met een rechts-conservatieve agenda, zoals Breitbart News, de Britse Brexit-campagne in 2016 en de presidentiële verkiezingscampagne in de VS van Donald Trump in 2016 en 2024. Mercer is investeerder in het Britse bedrijf Cambridge Analytica.

## Opleiding en carrière
Mercer groeide op in New Mexico. Al vroeg ontwikkelde hij interesse voor het programmeren van computers. Tijdens een jeugdkamp na de middelbare school leerde hij de programmeertaal Fortran. Hij studeerde natuurkunde en wiskunde aan de Universiteit van Nieuw-Mexico en in 1972 behaalde hij een doctoraalgraad in de computerwetenschappen aan de Universiteit van Illinois.
Aansluitend ging hij werken bij een researchafdeling van IBM in New York, waar hij o.a. betrokken was bij de ontwikkeling van programma's voor spraakherkenning en -vertaling. Hiervoor werd hem in 2014 een belangrijke Amerikaanse IT-onderscheiding toegekend.
Na zijn studie werkte Mercer twintig jaar lang bij IBM waar hij programma's voor spraakherkenning en statistische machinevertaling ontwikkelde. Hij behoorde tot de pioniers voor de toepassing van statistische en probabilistische methoden in de computerlinguïstiek, waarop de huidige spraakherkennings- en vertaalprogramma's, zoals Google Translator en Siri gebaseerd zijn. 
Het nieuwe, nu als revolutionair beschouwde principe, bestaat eruit om de programma's niet langer linguïstische regels te laten afwerken, maar om ze in groten getale tweetalige bestanden te laten analyseren om daarin patronen te ontdekken en daaruit inschattingen voor waarschijnlijk juiste vertalingen af te leiden. Omdat de top van het bedrijf er geen toekomst in zag, werd het noodzakelijke budget niet beschikbaar gesteld. Reden voor Mercer en zijn projectpartner Peter Brown (co-CEO) om aanvullende financiële middelen los te weken van de Pentagon-afdeling DARPA teneinde hun onderzoek te kunnen voortzetten.
In 1993 werden Mercer en Brown door de in flitshandel gespecialiseerde investeringsmaatschappij Renaissance Technologies aangetrokken om programma's voor analyse en prognoses van de wereldhandel te ontwikkelen. Aanvankelijk negeerde Mercer dit aanbod, omdat hij nog nooit van dit bedrijf had gehoord. Toen kort daarna zijn beide ouders stierven en Renaissance bleef aandringen, besloot hij uiteindelijk om te kiezen voor de beter betaalde baan. Binnen enkele jaren ontwikkelde hij samen met Brown steeds betere programma's, die het bedrijfsonderdeel Medaillon Fund tot een van de meest winstgevende hedge funds ter wereld maakte. Aangezien het fonds uitsluitend voor de circa 300 medewerkers van het bedrijf toegankelijk is, beschikken die over de 'wellicht grootste gelddrukmachine ter wereld', zoals Bloomberg Businessweek het eens uitdrukte.
Sinds 2010 zijn Mercer en Brown de beide CEO's van Renaissance. Mercers inkomsten bij het bedrijf werden over het jaar 2015 op $135 miljoen geschat. In 2014 werd Mercer door de Association for Computational Linguistics onderscheiden voor zijn levenslange prestaties in dit vakgebied.

## Politieke activiteiten
Mercer geldt als een van de tien Amerikaanse miljardairs met de grootste politieke invloed. Alleen al in 2016 besteedde hij daaraan $25 miljoen. Grote gedeelten daarvan gingen naar SuperPACs, die de Republikeinen ondersteunden. Hij is de hoofdsponsor van de SuperPAC Make America Number 1, waarin zijn dochter Rebekah zat en die Stephen Bannon aantrok als leider van de presidentiële campagne van Donald Trump.
Bannon geldt als de belangrijkste politieke consultant van de Mercers. Bovendien doneerde Mercer miljoenen dollars aan de Heritage Foundation, aan het door Bannon geleide Breitbart News Network ($10 miljoen), consultancy Cambridge Analytica (circa $5 miljoen), aan het libertaire Cato Institute, het conservatieve Media Research Center ($11 miljoen). Voorts benut Mercer ook zijn - in het ICT-bereik werkzame - dochterbedrijven en hun big data voor het beïnvloeden van de politiek.
SuperPACs zijn faciliterende organisaties, die besteding van grote geldsommen voor beïnvloeding van de politiek mogelijk maken. Dat is in de VS ruimschoots mogelijk sinds in 2010 eerder geldende beperkingen werden opgeheven. 
Robert en Rebekah Mercer behoorden tot de eersten, die de nieuwe mogelijkheden benutten. 
In New York schonk Mercer een miljoen dollar aan een campagne tegen een gefingeerd plan om een moskee te bouwen op Ground Zero. Met deze als 'islam vijandig' veroordeelde campagne wilde hij de kandidaat van de Conservative Party of New York State steunen in de verkiezingsstrijd om het gouverneursambt. Ook in 2010 steunden de Mercers met $640.000 een campagne tegen de herverkiezing van Peter DeFazio, een Democratische afgevaardigde van Oregon in het Huis van Afgevaardigden. Zijn Republikeinse tegenkandidaat was Arthur Robinson, een ontkenner van het klimaatprobleem, een stroming die de Mercers ook aanhangen en willen verbreiden.
Nadat deze eerste donaties niet het gewenste succes hadden opgeleverd, wendden de Mercers zich tot de ondernemers Charles Koch en David Koch (Koch Industries), die al decennialang succesvol het ambacht van lobbyen uitoefenden en voor gelijkgezinden, die hun rijkdom willen inzetten ten gunste van een rechtse politiek, seminars aanboden. In het verlengde hiervan doneerden de Mercers de volgende jaren meer dan $25 miljoen aan het fonds van de Kochs ten bate van verkiezingscampagnes op statelijk dan wel federaal niveau.
In 2011 maakten zij kennis met Andrew Breitbart, de oprichter van Breitbart News, die hen zijn visie uit de doeken deed om een mediaconcern op te bouwen, dat een informatieoorlog tegen de mainstream pers zou voeren en de 'tot zwijgen gebrachte meerderheid' een stem zou geven. Hij bracht hen in contact met Stephen Bannon, en op diens voorstel investeerden zij $10 miljoen in het toen nog onbeduidende Breitbart News. Het leidde ertoe dat Bannon in de directie van Breitbart werd opgenomen en na de dood van Andrew Breitbart er de leiding overnam.
In de aanloop van de presidentsverkiezing van 2016 steunde Mercer aanvankelijk de Republikein Ted Cruz. Nadat deze bij de voorverkiezingen was afgevallen, zette hij in op de toen nog als uitzichtloos geziene kandidaat Donald Trump. Met hem kon hij niet alleen een presidentschap van Hillary Clinton dwarszitten, maar tegelijk het totale politieke establishment verzwakken. Anders dan andere sponsors, die deels nog grotere bedragen in andere kandidaten investeerden, koos Mercer ervoor om een belangrijk deel van zijn donatie te spenderen in Breitbart News en andere organisaties (o.a. Cambridge Analytica) teneinde het gehele politieke klimaat te beïnvloeden. Veel waarnemers en commentatoren zien dat als een oorzaak van de verrassende verkiezingswinst van Donald Trump.
Over zijn eigen politieke opvattingen heeft Mercer zich nooit publiekelijk geuit. Volgens uitspraken van mensen uit zijn vroegere omgeving gelooft hij sinds de negentiger jaren in een samenzweringstheorie, volgens welke Bill en Hillary Clinton samen met de CIA actief zijn geweest in drugshandel en daarbij verantwoordelijkheid dragen voor ettelijke moorden. 
Hij kenschetst de Civil Rights Act van 1964, die de rassenscheiding in de VS formeel en materieel beëindigde, als een 'grote fout'. Ook zette hij zich er krachtig voor in dat Trump - de wegens zijn vele racistische uitlatingen bekende jurist - Jeff Sessions zou voordragen als minister van Justitie. 
Mercer behoort tot de klimaatsceptici en sponsort hun denktank The Heartland Institute.

## Mercer Family Foundation
Zoals veel andere rijke families runnen de Mercers ook een eigen stichting. Bij de oprichting in 2004 was de Mercer Family Foundation gevoed met een kapitaal van een half miljoen dollar, waarmee voornamelijk medisch onderzoek en welzijnsorganisaties werden gesubsidieerd. Toen Rebekah Mercer in 2008 de leiding op zich nam, begon de stichting miljoenen uit te delen aan een netwerk van ultraconservatieve non-profitorganisaties, waarvan sommige zich vijandig uitlieten jegens Hillary Clinton.
In 2013 doneerde de stichting in totaal een bedrag van $13,5 miljoen. Tegelijk ontving het fonds $11 miljoen aan inkomsten, die voor 89% afkomstig waren van de stichters. Bij vergelijkbare stichtingen in de VS stammen daarentegen doorgaans 80% van de inkomsten van externe donateurs.

## Privéleven
Tijdens zijn tijd bij IBM woonde Mercer met zijn vrouw Diana en drie dochters in de Westchester County, nabij het IBM-onderzoekscentrum aldaar. De oudste dochter, Jennifer of Jenji, studeerde rechten aan de Georgetown University, en wijdde zich daarna echter met haar moeder aan paarden en paardrijden. In 2008 verwierven zij voor $5,9 miljoen een paardenhoeve in Florida. Diana Mercer bezit daar bovendien een parcours, waar - op grond van door paarden geïnspireerde wijsheid - non-verbale leiding en communicatie onderwezen wordt. 
De tweede dochter Rebekah studeerde biologie en wiskunde, maar behaalde later haar master medicijnen. De jongste dochter, Heather Sue, speelde voetbal op de middelbare school en aan de Duke University. Toen zij zich bij het sporten benadeeld voelde vergeleken met mannelijke spelers, klaagde zij de universiteit aan en ontving zij een schadeloosstelling van twee miljoen dollar. 
Tegenwoordig wonen Robert en Diana Mercer teruggetrokken in hun onderkomen Owl's Nest (uilen-nest) in Head of Harbor op Long Island. Hij treedt maar zelden in de openbaarheid en geldt als uiterst zuinig met woorden: 'Ik vervolg mijn leven graag zonder tegen iemand iets te zeggen.'
Mercer is lid van de vereniging van vuurwapenlobbyisten National Rifle Association (NRA) en liet een schietbaan in zijn kelder aanleggen. Hij verzamelt machinegeweren  en bezit ook een wapen, dat Arnold Schwarzenegger in de film Terminator droeg. In de kelder van zijn onderkomen liet hij bovendien voor $2,7 miljoen een modelspoorbaan installeren. 
Rebekah Mercer beheert de Mercer Family Foundation en vertegenwoordigde in 2016-2017 in het transitieteam van president-elect Donald Trump de belangen van haar familie.